# Adam Wasiak (hokeista)
Adam Wasiak  (ur. 1953) – polski hokeista.
Zawodnik grający na pozycji napastnika. W latach 1972–1988 bronił barw Łódzkiego Klubu Sportowego.